# Konstantin Solomonowitsch Saradschew
Konstantin Solomonowitsch Saradschew (auch Saradschjan, armenisch Կոնստանտին Սարաջև, russisch Константин Соломонович Сараджев (Сараджян), * 8. Oktober 1877 in Derbent, Dagestan; † 22. Juli 1954 in Jerewan) war ein armenischer Dirigent und Geiger. Er war ein Vertreter der modernen russischen Musik und dirigierte viele Uraufführungen von Werken zeitgenössischer Komponisten. Sein Sohn Konstantin Konstantinowitsch Saradschew war ein bekannter Glöckner und Musiktheoretiker.

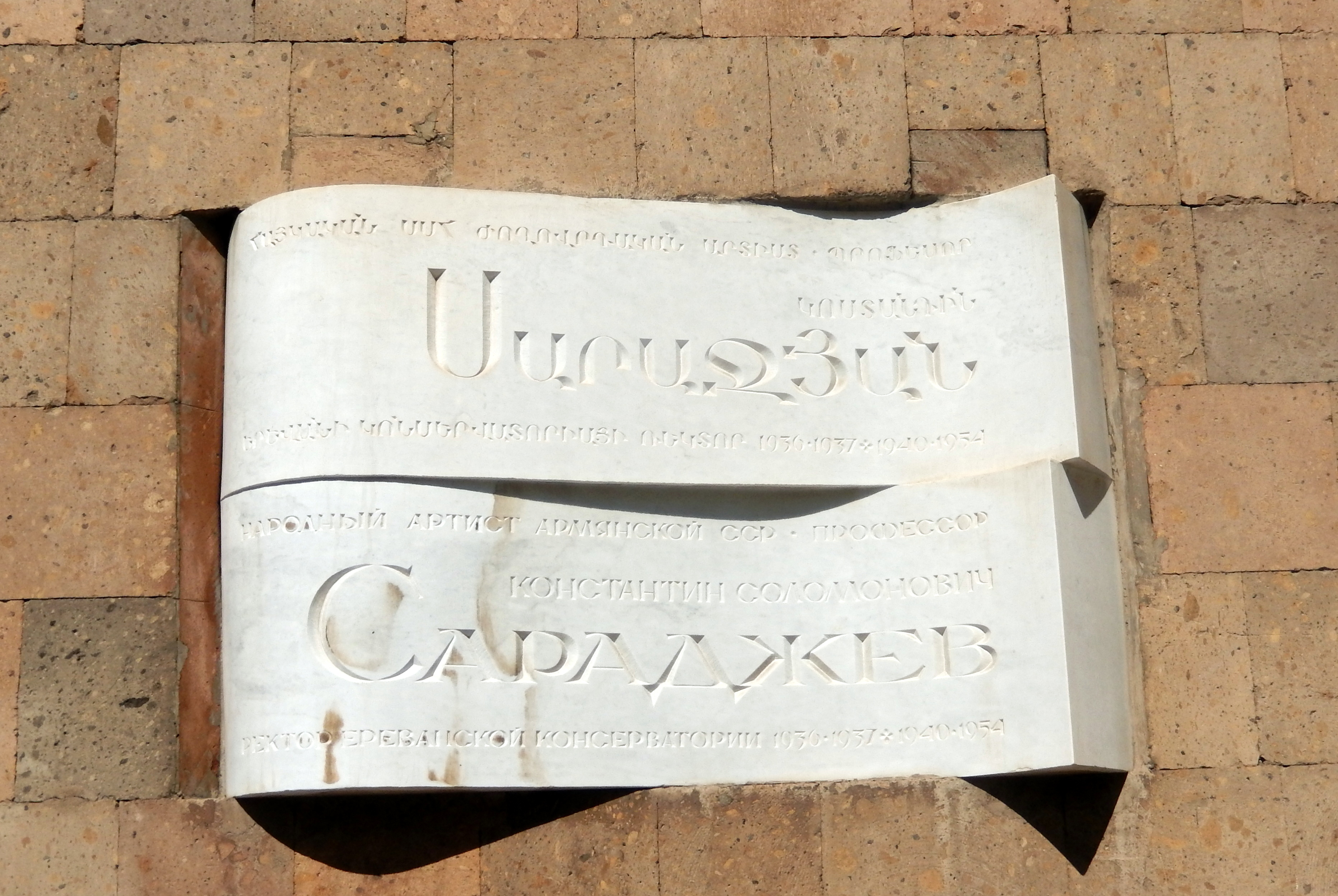
Erinnerungstafel für Saradschew in Jerewan

## Leben
Saradschew wurde 1877 als Sohn eines Arztes geboren. Er besuchte das Moskauer Konservatorium, wo er Violine bei Jan Hřímalý und Theorie bei Sergei Iwanowitsch Tanejew studierte und 1898 seinen Abschluss machte. Danach unterrichtete er und gab Konzerte. 1900 hatte er weiteren Violinunterricht bei Otakar Ševčík in Prag. 1901 wurde er Dirigent beim Moskauer Opernliebhaber-Klub, außerdem gründete er sein eigenes Streichquartett. Von 1904 bis 1908 studierte er Dirigieren bei Arthur Nikisch in Leipzig. Nach seiner Rückkehr nach Russland dirigierte er die Sommer-Sinfoniekonzerte im Sokolniki Park in den Jahren 1908, 1910 und 1911 und wurde Direktor des State Institute of Theatrical Art.
Saradschew war ein Verfechter der modernen Musik. 1901 gehörte er zu einem Kreis Skrjabinisten, darunter der Pianist und Lehrer Alexander Borissowitsch Goldenweiser, die Pianistin Maria Nemenowa-Lunts, der Schriftsteller und Kritiker Wladimir Derschanowski und andere. Ab 1909 organisierte Derschanowski zusammen mit seiner Frau Jekaterina Kopossowa-Derschanowskaja und Saradschew „Abende moderner Musik“ in Moskau. Saradschew diente als Soldat im Ersten Weltkrieg und kehrte erst nach dem russischen Bürgerkrieg nach Moskau zurück. 1923 wurde er Mitglied der Assoziation für zeitgenössische Musik (ASM) und gründete die Abende zeitgenössischer Musik. 
Von 1922 bis 1935 war er Professor für Dirigieren am Moskauer Konservatorium, aus seiner Klasse gingen unter anderem Boris Emmanuilowitsch Chaikin und Lew Nikolajewitsch Oborin hervor. 
Später war Saradschew Dirigent des Staatlichen Sinfonieorchester Woronesch, sowie Musikdirektor und Chefdirigent am Opern- und Ballett-Theater Jerewan. Von 1939 an bis zu seinem Tod war er Direktor des Jerewaner Konservatoriums und leitete dort die Orchester-, Opern- und Dirigierklasse. Unter seinen Schülern war unter anderem Alexander Kopylow. Saradschew war Chefdirigent der Armenischen Philharmonie von 1941 bis 1944. Er starb 1954 in Jerewan im Alter von 76 Jahren.
Saradschew war ein Förderer von Nikolai Jakowlewitsch Mjaskowskis Musik. Er dirigierte die Uraufführungen mehrere Werke, Das Schweigen und die zehnte Sinfonie widmete der Komponist dem Dirigenten. 1934 schrieb er das Stück Präludium und Fughetta über den Namen Saradschew für Orchester op. 31 H und für Klavier zu vier Händen op. 31 J.

## Ur- und Erstaufführungen
- Der Jahrmarkt von Sorotschinzy von Mussorgski; Uraufführung am 13. Oktober 1913 am freien Theater in Moskau.
- Sinfonie in Es-Dur op. 1 von Igor Fjodorowitsch Strawinski; erste professionelle und vollständig geprobte Aufführung am 22. August 1912 in Moskau.[10]
- Erstes Klavierkonzert von Sergei Sergejewitsch Prokofjew; Uraufführung am 25. Juli (bzw. 7. August) 1912 mit dem Komponisten am Klavier. Prokofjew schrieb später, Saradschew habe „alle Tempi großartig erfasst“.[11][12]
- Drittes Klavierkonzert von Sergei Sergejewitsch Prokofjew; russische Erstaufführung am 22. März 1925 durch das Orchester des Theaters der Revolution mit Samuil Jewgenjewitsch Feinberg am Klavier.[13]
- Zweite Sinfonie von Dmitri Dmitrijewitsch Schostakowitsch; Moskauer Erstaufführung und Uraufführung der nach der Premiere überarbeiteten Version 1927.[14]
- Sinfonietta in A-Dur op. 5/48 (revidierte Version) von Sergei Sergejewitsch Prokofjew; Uraufführung am 18. November 1930 in Moskau.[15]
- Der Sturm f-Moll von Pjotr Iljitsch Tschaikowski; Uraufführung 1931 in Woronesch, 38 Jahre nach dem Tod des Komponisten und 65 Jahre nachdem das Werk geschrieben wurde.[16]
- Ballet Das Glück von Aram Chatschaturjan; Uraufführung im September 1939.[17]
- Sinfonische Dichtung Das Schweigen von Nikolai Jakowlewitsch Mjaskowski; Uraufführung am 12. Juni 1911 beim Sommerkonzert im Sokolniki-Park, erste Aufführung eines Orchesterwerks des Komponisten.[9]
- Vierte Sinfonie von Nikolai Jakowlewitsch Mjaskowski; Uraufführung am 8. Februar 1925 in Moskau.[9]
- Siebte Sinfonie von Nikolai Jakowlewitsch Mjaskowski; Uraufführung am 8. Februar 1925 in Moskau.[9]
- Achte Sinfonie von Nikolai Jakowlewitsch Mjaskowski; Uraufführung am 23. Mai 1926.[18]
- Neunte Sinfonie von Nikolai Jakowlewitsch Mjaskowski; Uraufführung am 29. April 1928.[19]
- Elfte Sinfonie von Nikolai Jakowlewitsch Mjaskowski; Uraufführung am 16. Januar 1933 in Moskau.[9]

## Auszeichnungen
1921 wurde Saradschew zum Helden der Arbeit ernannt und 1945 wurde er Volkskünstler der Armenischen Sozialistischen Sowjetrepublik.